# Усадьба Я. Шайчика
Усадьба Я. Ша́йчика — городской комплекс разностильных зданий, формирующих фронт исторической квартальной застройки. Построен в 1914 году по проекту архитектора Константина Чакина в стиле модерн. Расположен по адресу — город Тюмень, улица Ленина, 47.

## История
Дом построен по заказу купца 2-й гильдии Янкеля Шайчика (1875—1942). Здание входило в состав усадьбы, объединявшей также Приказчичий клуб на перекрёстке улиц Царской и Иркутской (сейчас на его месте расположена Тюменская филармония) и ещё один жилой дом. 
В ноябре 1918 года торговый Дом «Братья Шайчик Янкель и Абрам-Ицхак» был продан вологодскому купцу Абраму Хноху, Янкель эмигрировал в японский город Кобе. В августе 1919 года в Тюмени была восстановлена Советская власть, и недвижимость Хноха была национализирована. 
В 1921 году в бывшем доме Янкеля Шайчика разместили переведённую из Тобольска повивально-фельдшерскую школу. В годы Великой Отечественной войны при школе работали краткосрочные курсы «Красного креста», готовившие медсестёр и санинструкторов для фронта и госпиталей. В 1954 году на базе школы было организовано медицинское училище.
Во второй половине 1980-х в доме разместилось тюменское отделение Советского детского фонда, а после 1991 года – турецкая фирма. В начале 2000-х в доме находился магазин «Старый город». На 2013 год там располагались офисы двух агентств по недвижимости.